# Lucena
Lucena er en by og kommune i det sydlige Spanien i provinsen Córdoba. Den har et indbyggertal på 43.086 (2024) indbyggere.